# Chevon Troutman
Chevon Stephen Ray Troutman (Williamsport, 25 novembre 1981) è un ex cestista statunitense.

## Carriera
Dopo aver frequentato il liceo Williamsport Area High School va al college, dove gioca per quattro anni con i Panthers della University of Pittsburgh (1.274 punti segnati in 124 partite per una media di 10,27 punti/partita). Qui resta fino al 2005, anno in cui inizia la sua carriera da professionista nella Repubblica Dominicana, passando per i Domingo Paulino Santiago prima, e per i Metros de Santiago poi, nel giro di un anno.
Contemporaneamente viene scelto dagli Albany Patroons al terzo turno del draft CBA. Ma per la stagione 2005-06 giocherà con il Basket Livorno in Serie A. In 34 partite metterà a segno una media di 15 punti, 7,2 rimbalzi, 1 assist, 2,3 palle rubate, con percentuali del 64,8% da due punti, del 25,0% da tre punti, e del 62,2% ai liberi.
Nelle successive tre stagioni ha militato nella Lega francese, nell'ASVEL Lyon-Villeurbanne, con cui ha vinto una coppa di Francia (2008) e un campionato (2009) ed ha disputato l'ULEB Cup 2006-07, la FIBA EuroCup 2007-08 e l'Eurocup 2008-09. In 111 gare in LNB ha giocato una media di 21.85 minuti a partita, mettendo a referto 11,85 punti, 5,7 rimbalzi, 1,3 assist, 1,2 palle rubate, con percentuali del 63,8% da due punti, del 30,0% da tre punti, e del 71,7% ai liberi.
Nell'estate 2009 riapproda in Italia, tesserato dall'Air Avellino. Il 22 gennaio 2011, all'inizio del quarto quarto della gara vinta da Avellino contro Treviso, subisce la rottura del legamento crociato del ginocchio destro. L'infortunio richiede uno stop di 4/6 mesi e un intervento chirurgico necessario. Il 16 luglio 2011 viene ufficializzato il rinnovo del contratto con la società irpina. L'11 ottobre viene ufficializzato il trasferimento al Bayern Monaco.

## Palmarès
- Campionato francese: 1

ASVEL: 2008-09
- Campionato tedesco: 1

Bayern Monaco: 2013-14
- Campionato polacco: 1

Zielona Góra: 2014-15
- Coppa di Francia: 1

ASVEL: 2007-08
- Coppa di Polonia: 1

Zielona Góra: 2015